# Pedro Gallo
Pedro Martín Gallo (Santiago del Estero, 1818 - 1886) fue un funcionario y político argentino, que ejerció como gobernador de la provincia de Santiago del Estero en dos ocasiones: entre 1861 y 1862 y entre 1879 y 1882.

## Biografía
Pedro Gallo nació en Santiago del Estero en 1818. Fue hijo de Pedro Vicente Díaz Gallo, quien era teniente de dragones, guerrero de la independencia argentina y hermano del congresal de la independencia, Pedro León Díaz Gallo. Fue su madre María de Jesús Beltrán, segunda esposa de Gallo.
Era un comerciante que había estado en buenas relaciones con el caudillo y gobernador vitalicio de Santiago del Estero, Juan Felipe Ibarra. Tras su muerte, se unió a Manuel Taboada en su lucha contra el gobernador interino Mauro Carranza y fue diputado provincial.
En 1859 fue elegido gobernador Pedro Ramón Alcorta, quien se negó a nombrar ministro a Manuel Taboada, como este le exigía, e hizo elegir legisladores leales a él, en lugar de los partidarios de Taboada. El 24 de septiembre de 1860 estalló una sublevación en contra del gobernador Alcorta, y mientras este último estaba recorriendo las zonas rurales, la Sala de Representantes lo declaró depuesto sin más razón que su falta de lealtad a Taboada. Alcorta se refugió en Córdoba, mientras la Legislatura eligió como gobernador interino a su presidente, Pedro Gallo. El mismo día, fueron expulsados de la Sala de Representantes los legisladores y oficiales militares leales a Alcorta.
El presidente Santiago Derqui decretó la intervención federal a la provincia, y envió hacia allí al gobernador tucumano Salustiano Zavalía. Este logró la firma de un compromiso por parte de los taboadistas, por el que se reconocía la autoridad de Alcorta, pero no se reincorporaba a los legisladores y oficiales expulsados. Alcorta se negó a reasumir el cargo, a lo que la Legislatura respondió eligiendo a Gallo gobernador titular el 24 de enero de 1861.
Sin embargo, el gobierno nacional nuevamente decretó la intervención federal para Santiago del Estero. Fue nombrando como interventor el gobernador de la provincia de Catamarca, Octaviano Navarro, quien invadió Santiago del Estero en noviembre de 1861 para reponer a Alcorta. Pero la noticia de la victoria de Bartolomé Mitre y el Estado de Buenos Aires en la batalla de Pavón, lo obligó a retirarse hacia su provincia.
En consecuencia, el 24 de noviembre de 1861, Pedro Gallo fue designado gobernador de Santiago del Estero en propiedad. Durante el resto de su gobierno, la provincia se limitó a ser la base de operaciones de los ejércitos aliados al Estado de Buenos Aires en contra de los federales de Catamarca, Tucumán y Salta. En esas condiciones, Gallo no realizó acción política ni edilicia alguna. También decretó la caducidad de las autoridades de la Confederación Argentina, cediendo la autoridad nacional al gobernador porteño Bartolomé Mitre. Durante su gestión, Manuel Taboada fue su ministro de gobierno, quien detentaba el poder y gobernaba en realidad.
El 24 de abril de 1862 finalizó su mandato como gobernador y fue nombrado como su sucesor Manuel Taboada. Como este último se encontraba en una campaña militar contra los pueblos originarios en la frontera del río Salado, Pedro Gallo fue sucedido por Pablo Lascano Vieyra, presidente de la Sala de Representantes. En mayo de ese año, Gallo fue elegido senador nacional y en 1865 fue presidente del Superior Tribunal de Justicia de la provincia. También fue gobernador delegado de Absalón Ibarra. Más tarde fue diputado nacional y juez de primera instancia.
Logró adaptarse a la caída de los Taboada y fue nombrado Jefe de Policía de la provincia en 1875; en 1877 fue nuevamente miembro del Tribunal Superior, y dos años más tarde diputado provincial.
Fue elegido gobernador por segunda vez, asumiendo el cargo el 1 de diciembre de 1879; fueron sus ministros Telasco Castellanos y Pedro Olaechea y Alcorta. Durante su gestión se logró conectar la capital de la provincia con el resto del país a través del ferrocarril. Firmó un tratado de límites con el gobernador de Catamarca, Manuel Fortunato Rodríguez, por el cual la frontera entre ambas provincias pasaría por el eje del ramal de Ferrocarril Central Norte, que pasaba por Frías.
Se negó a apoyar la candidatura presidencial de Julio Argentino Roca, aunque parte de sus electores lo votaron. Roca decidió entonces impedir que pudiera elegir su sucesor, por lo que apoyó un grupo opositor en la provincia; de resultas de la oposición que se le hizo en la Legislatura, terminó por renunciar algunos meses antes de terminar su mandato.
Falleció en Santiago del Estero en 1886.

## Matrimonio y descendencia
Pedro Gallo contrajo matrimonio con Magdalena García Achával y tuvieron una numerosa descendencia: Eudoro Gallo, casado con Argerich Ocampo Alvear; Pedro Gallo (h), casado con Levalle; Eduardo Gallo, casado con Cordero; Adolfo Gallo, casado con Estela Echegaray Frías; Edelmira Gallo, casa con Claudio Arredondo Bustos; Rosa Gallo de Gallegos; Amelia Gallo de Schaffer; Elena Gallo de Requena; y Carmen Gallo, casada con Ernesto Traine.